# كريس ديفيد
كريس ديفيد (بالهولندية: Chris David)‏ (6 مارس 1993 بأمستردام في هولندا - ) هو لاعب كرة قدم هولندي في مركز الهجوم. شارك مع منتخب هولندا تحت 17 سنة لكرة القدم ومنتخب هولندا تحت 19 سنة لكرة القدم. أما مع النوادي، فقد لعب مع تفينتي أنشخيدة وغو أهد إيغلز ونادي فولهام وJong FC Twente ‏.

## وصلات خارجية
- كريس ديفيد على موقع قاعدة بيانات كرة القدم.إي يو (الإنجليزية)
- كريس ديفيد على موقع Soccerbase.com (لاعب) (الإنجليزية)
- كريس ديفيد على موقع Soccerway.com (الإنجليزية)
- كريس ديفيد على موقع عالم كرة القدم.نت (الإنجليزية)
- كريس ديفيد على موقع AS.com (الإسبانية)